# Ецтальські Альпи

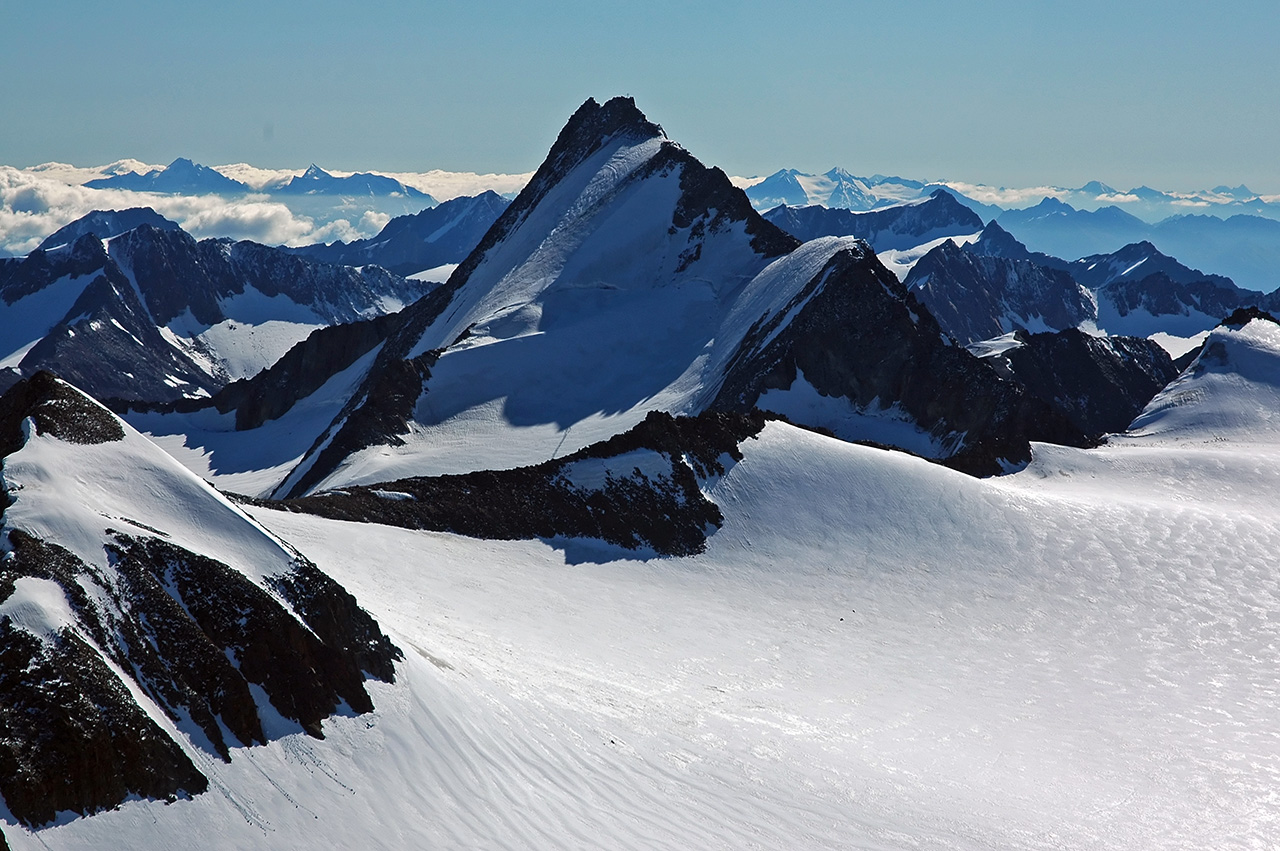
Гінтере Шверце

Ецта́льські А́льпи (нім. Ötztaler Alpen) — центральна частина Східних Альп, в Австрії та Італії.
Завдовжки близько 90 км, заввишки до 3 774 м (гора Вільдшпітце). На заході пасмо обмежене перевалом Ресіа, на сході вона відокремлена від Штубайських Альп перевалом Тіммельзйох. Розташовані між долинами річок Інн і Адідже.
Складені гранітами, гнейсами, сланцями. Льодовики і фірнові поля займають близько 15 % території.
У вересні 1991 року на одному з місцевих льодовиків був знайдений мисливець бронзової доби, що пролежав в льоду близько 5000 років.